# 陳介祺
陳 介祺（ちん かいき、Chen Jieqi、1813年 - 1884年）。字は寿卿または酉生、号は伯潜。清の金石学者。
山東省濰県出身。吏部尚書陳官俊の子。幼時から学問を好み、父に従って北京で学問を修め、広く文名が知られた。1845年に進士となり、翰林院編修となった。しかしすぐに官を辞して郷里に帰り、毛公鼎を入手するなど金石学の研究に打ち込んだ。潘祖蔭、呉大澂らと交流し、「南潘北陳」と称された。

## 著書
- 『簠斎金石文考釈』
- 『簠斎尺牘』
- 『東武劉氏款識』
- 『簠斎蔵古目』
- 『伝古別録』